# Rupofobia
La rupofobia (dal greco ῥύπος, rùpos, «sudiciume») un disturbo ossessivo-compulsivo consistente nella è la paura dello sporco. 
Il soggetto che ne è vittima compie ripetutamente l'atto della pulizia su sé stesso (ad esempio il lavaggio continuo delle mani) o sull'ambiente che lo circonda (ad esempio la casa).
La rupofobia è un disturbo di ansia che rivela, secondo l'interpretazione psicoanalitica, che non riusciamo a sopportare le nostre mancanze, "ombre" (Jung), cioè le parti "nascoste" di noi; nel rito della pulizia cerchiamo, pertanto, di sbarazzarcene.
La rupofobia segnala la presenza di un'angoscia interiore, che deve essere trasferita su un oggetto esterno, avente la funzione di "parafulmine", in modo da consentire una diminuzione nell'intensità della sensazione angosciosa.
La rupofobia evidenzia una scarsa fiducia nei confronti dell'ambiente circostante, che porta il malato a ritenere pericoloso qualunque contatto con la polvere, con i metalli, con altri materiali fino al punto di uscire di casa indossando un paio di guanti "protettivi".
Qualche esperto ritiene che il paradigma della pulizia imposto dai mezzi di comunicazione, dalla letteratura, dalle arti e così via, possa influire sulla diffusione di questa fobia. Altresì è possibile che il fenomeno sia interpretabile come un'esasperazione ossessiva del fatto che si possa, banalmente, aver paura di rimanere sporchi.
Il primo ministro britannico Winston Churchill soffriva di rupofobia, trascorrendo di conseguenza molte parti della sua giornata nella vasca da bagno.